# Hinterer Schlossberg (Mering)
Der Ringwall Hinterer Schlossberg liegt am südlichen Ende des Hartwaldes nahe dem Merchinger Ortsteil Hochdorf im Landkreis Aichach-Friedberg in Schwaben. Die Wallanlage wird als frühkeltisch (400–800 v. Chr.). datiert, könnte in ihrer letzten Ausbaustufe allerdings auch als frühmittelalterliche Ungarnschutzburg gedient haben.

## Beschreibung
Der Burgwall liegt etwa 1,5 Kilometer südöstlich des Vorderen Schlossberges auf einer niedrigen Anhöhe, nur etwa zehn Meter über dem Talboden. Der Grundriss ist annähernd fünfeckig mit abgerundeten Ecken. Das Tor lag an der Westseite, die kurzen Torwangen biegen zangenförmig nach innen.
Am besten erhalten ist der südliche Teil, der heute wieder dicht mit Jungwald bestanden ist. Die Wallbefestigung entspricht der des Vorderen Schlossberges. Der ungefähr fünf Meter breite, durchschnittlich 1,5 Meter tiefe Sohlgraben ist einem – etwa vier Meter hohen – Erdwall vorgelagert.
Bei einer Grabung im 19. Jahrhundert soll innerhalb der Erdschüttung eine Trockenmauer aus Lehmziegeln festgestellt worden sein. Nach innen überhöht der Wall das Gelände um ca. 1,5 Meter.
Die Nordhälfte wurde wohl bereits im 19. Jahrhundert oder früher durch Rodungsarbeiten stark gestört und präsentiert sich auch heute nach einem Windbruch weitgehend baumfrei.
Hier liegt die Wallkrone hinter einer – bis zu fünf Meter breiten – Stufe im oberen Wallabschnitt.
Diese Berme scheint jedoch auf die forstwirtschaftlichen Maßnahmen zurückzuführen sein, die Wallkonstruktion entsprach wohl ursprünglich der des Südteils.
Die Zeitstellung der heute sichtbaren Wallgräben ist unklar. Der gut erhaltene Südteil und die Ähnlichkeit zum Vorderen Schloßberg legen jedoch eine frühmittelalterliche Datierung nahe. Der Burgplatz selbst wurde jedoch seit der Latènezeit benutzt. Unterhalb der Anlage wurden Siedlungsspuren der römischen Kaiserzeit lokalisiert (BLfD: Denkmalnummer D 7-7732-0027)
Das Bayerische Landesamt für Denkmalpflege verzeichnet das Bodendenkmal als Ringwall vor- und frühgeschichtlicher Zeitstellung unter der Denkmalnummer D 7-7732-0002.

## Zeitstellung und Zweckbestimmung
Nur wenige Kilometer südöstlich liegt bei Mittelstetten eine weitere ähnliche Wehranlage auf einer Anhöhe (Ringwall Mittelstetten). Etwa acht Kilometer nördlich sind die Erdwerke des von der Bodendenkmalpflege als ungarnzeitlich interpretierten
Ringwalles im Ottmaringer Holz im Gelände zu verfolgen. Der "Hintere Schlossberg" könnte also in seiner letzten Ausbaustufe ein Glied des ungarnzeitlichen Festungssystems auf dem Lechrain gewesen sein, das bereits Widukind von Corvey in seiner Chronik erwähnte. Auch der "Vordere Schlossberg" wird diesem Burgentypus zugeordnet.